# Fausing Sogn
Fausing Sogn er et sogn i Norddjurs Provsti (Århus Stift).
I 1800-tallet var Auning Sogn anneks til Fausing Sogn. Begge sogne hørte til Sønderhald Herred i Randers Amt. Faussing Sogn tilhørte Fausing-Auning Kommune fra 1842 til 1966. Fausing-Auning Kommune gik i 1966 frivilligt ind i Gammel Estrup Kommune. Ved kommunalreformen i 1970 indgik det meste af Gammel Estrup Kommune i Sønderhald Kommune, men et engområde i Fausing Sogn blev flyttet til Rougsø Kommune. Ved strukturreformen kom hele Fausing Sogn til Norddjurs Kommune.
I Fausing Sogn ligger Fausing Kirke.
I sognet findes følgende autoriserede stednavne:
- Allingåbro (bebyggelse)
- Drammelstrup (bebyggelse, ejerlav)
- Fausing (bebyggelse, ejerlav)
- Fausing Engbakker (bebyggelse)
- Gammel Estrup (ejerlav, landbrugsejendom)
- Grevelsbakke (areal)
- Grund (bebyggelse, ejerlav)
- Helligbjerg (areal)
- Herredsenge (areal)
- Liltved (bebyggelse, ejerlav)
- Lundby (bebyggelse)
- Nørrekær (areal)
- Spidsborg (bebyggelse)
- Åsen (areal)